# Лиды
Лиды — деревня в городском округе Кашира Московской области.

## География
Находится в южной части Московской области на расстоянии приблизительно 6 км на юго-запад по прямой от железнодорожной станции Кашира.

## История
Упоминается с 1578 года как село, в конце XVII века деревня, так как Никольская церковь была упразднена. В 1920 году в бывшей помещичьей усадьбе открылся детский дом, позднее работал дом отдыха. До 2015 года входила в состав сельского поселения Колтовского Каширского района.

## Население
Постоянное население составляло 446 человек в 2002 году (русские 97 %), 322 в 2010.